# Derolus thesigeri
Derolus thesigeri es una especie de escarabajo longicornio del género Derolus, tribu Cerambycini, subfamilia Cerambycinae. Fue descrita científicamente por Villiers en 1968.

## Descripción
Mide 27,5 milímetros de longitud.

## Distribución
Se distribuye por Arabia Saudita.